# Seznam kanadskih letalskih asov korejske vojne
Seznam kanadskih letalskih asov med korejsko vojno je urejen po številu doseženih letalskih zmag.
- John MacKay - 12.2 (11.2  med 2. svetovno vojno)
- J. Lindsay - 9 (7  med 2. svetovno vojno)